# オ・カルバジーニョ
オ・カルバジーニョ（O Carballiño）は、スペイン・ガリシア州オウレンセ県のムニシピオ（基礎自治体）。自治体名に由来するコマルカ・ド・カルバジーニョの中心自治体。ガリシア統計局によれば、2011年の人口は14,145人（2009年：14,114人）。住民呼称はcarballiñés/-esa、または男女同形のcarballinense。カスティーリャ語表記ではCarballino（カルバジーノ）。
ガリシア語話者の自治体人口に占める割合は95.10%（2001年）

## 地理
オ・カルバジーニョはオウレンセ県の北西部に位置し、コマルカ・ド・カルバジーニョに属する。北はオ・イリーショとピニョール、東はサン・クリストーボ・デ・セアとマシーデ、南はサン・アマーロとレイロと、西はボボラスの各自治体と隣接、自治体の中心地区はオ・カルバジーニョ教区のオ・カルバジーニョ地区。
オ・カルバジーニョはファロ山地の山間、アビア川の渓谷に位置する。
オ・カルバジーニョはオ・カルバジーニョ司法管轄区に属し、同管轄区の中心自治体である。

### 人口
住民は16の教区の89の地区（集落）に居住する。
| オ・カルバジーニョの人口推移 1900－2010                 |
|                                                         |
| 出典:INE（スペイン国立統計局）1900年 - 1991年、1996年 - |

## 歴史
オ・カルバジーニョの集落は18世紀半ばにさかのぼる。その場所はオセイラ修道院所有のパルトビア教区に属し、現在の同名の教区に当たる。同地区で市が開かれるようになり、それに対抗して、周辺のリバダビア伯領やその他の修道院でも市が開かれるようになった。
市の参加者の一部は同地に定住し、19世紀初頭には地元の中産階級へと育っていった。

## 政治
自治体首長はガリシア国民党（PPdeG）のアルヒミーロ・マルノーテス・フェルナンデス（Argimiro Marnotes Fernández）、自治体評議員は、ガリシア国民党：9、ガリシア社会党（PSdeG-PSOE）7、ガリシア民族主義ブロック（BNG）：1となっている（2011年5月22日の自治体選挙結果、得票順）。
| 1999年6月13日自治体選挙 |        |        |          |
| 政党                    | 得票数 | 得票率 | 獲得議席 |
| PSdeG-PSOE              | 4,392  | 53.31% | 9        |
| PPdeG                   | 2,651  | 32.18% | 6        |
| BNG                     | 1,116  | 13.55% | 2        |

| 2003年5月25日自治体選挙 |        |        |          |
| 政党                    | 得票数 | 得票率 | 獲得議席 |
| PSdeG-PSOE              | 4,186  | 50.74% | 9        |
| PPdeG                   | 2,456  | 29.77% | 5        |
| BNG                     | 1,517  | 18.39% | 3        |

| 2007年5月27日自治体選挙 |        |        |          |
| 政党                    | 得票数 | 得票率 | 獲得議席 |
| PSdeG-PSOE              | 3,814  | 43.74% | 8        |
| PPdeG                   | 2,486  | 28.51% | 5        |
| BNG                     | 2,332  | 26.74% | 4        |

| 2011年5月22日自治体選挙 |        |        |          |
| 政党                    | 得票数 | 得票率 | 獲得議席 |
| PPdeG                   | 3,988  | 49.03% | 9        |
| PSdeG-PSOE              | 3,200  | 39.35% | 7        |
| BNG                     | 729    | 8.96%  | 1        |

## 文化

### 祭り
- フェスタ・デ・ポルボ（gl）－　ガリシアの名物のひとつガリシア風のタコの祭りで、毎年、8月の第二日曜日に開かれる。

## 教区
オ・カルバジーニョは16の教区に分けられている。太字は自治体中心地区のある教区。
- アルコス（サンタ・マリーア）
- バンガ（サンタ・バイア）
- オ・バロン（サン・フィス）
- カバネーラス（サン・ショアン）
- オ・カルバジーニョ（サン・シブラーオ）
- ロバス（サンタ・オウシェーア）
- ロンゴセイロス（サンタ・マリーニャ）
- マダルナス（サン・トメ）
- メセーゴ（サンタ・マリーア）
- ムデーロス (サンティアーゴ)
- パルトビア (サンティアーゴ)
- ア・ピテイラ（サン・ミゲル）
- ポンテ・ベイガ（サン・ロウレンソ）
- サグラ（サン・マルティーニョ）
- セニョリン（サン・ローケ）
- セオアーネ・デ・アルコス（サン・ショアン）

## ギャラリー

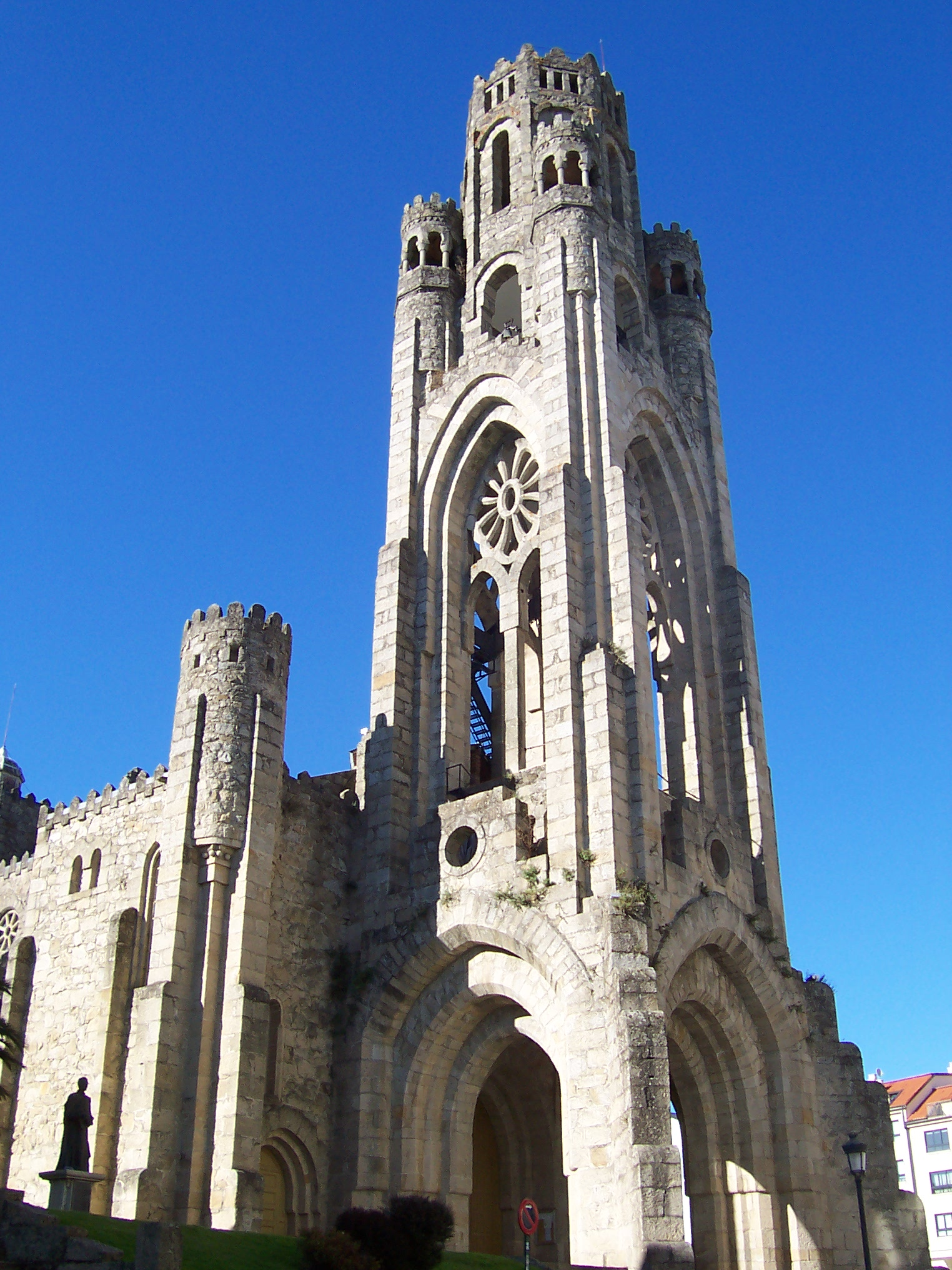
ベラ・クルス教会